# Juan Signes Codoñer
Juan Signes Codoñer (Valencia, 10 de julio de 1964) es un helenista y bizantinista español, catedrático de la Universidad Complutense de Madrid.

## Biografía
Es hijo de Carmen Codoñer Merino, que fue catedrática de latín de la Universidad de Salamanca. Estudió Filología Clásica en Salamanca, donde se licenció en 1987. Aprendió alemán y griego moderno y obtuvo una beca del Deutscher akademischer Austauschdienst para estudiar bizantinística en Berlín Occidental durante dos años, en la Freie Universität del campus de Dahlem, en Unter den Eichen, con el profesor Paul Speck. En 1989 obtuvo otra beca para hacer la tesis en la Universidad Complutense de Madrid con Antonio Bravo García, con quien pasó cuatro años hasta doctorarse en 1993. Tras una estancia posdoctoral como becario en Viena en 1995, obtuvo ese mismo año una plaza de ayudante en la Complutense. Opositó y obtuvo la plaza de titular en la Universidad de Valladolid en septiembre de 1996, y obtuvo la cátedra en 2008. Desde 2020 es catedrático en la Universidad Complutense de Madrid.
Es presidente de la Sociedad Española de Bizantinística y vicepresidente de la Sociedad Internacional de Bizantinística.

## Obras
- Con F. Lisi Bereterbide, Jorge Gemisto Pletón: Las Leyes y el Memorial a Teodoro, Madrid, editorial Tecnos, 1995.
- El periodo del segundo iconoclasmo en Theophanes Continuatus, Ámsterdam, editorial Hakkert, 1995.
- Con A. Bravo García y E. Rubio Gómez, El Imperio bizantino. Historia y Civilización. Coordenadas bibliográficas. Bibliografías generales para la Sociedad Española de Estudios Clásicos dentro del Grupo de Investigación "Edad Media Europea: Occidente y Bizancio", Madrid, Ediciones Clásicas, 1997
- Jorge Gemisto Pletón (ca. 1355/1360 - 1452), Madrid, Ed. del Orto, 1998.
- Trad. de Procopio, Historia Secreta, Madrid, Ed. Gredos, 2000.
- Trad. de Cecaumeno, Guía para aristócratas bizantinos, Madrid, Alianza Editorial, 2000.
- Con C. Codoñer Merino y A. Domingo Malvadi, Biblioteca y epistolario de Hernán Núñez de Guzmán, el Pinciano (ca. 1470/5 - 1553). Una aproximación al humanismo español del siglo XVI, Madrid, Consejo Superior de Investigaciones Científicas, 2001.
- Escritura y literatura en la Grecia arcaica, Madrid, Akal, 2004.
- Miguel Pselo. Vidas de los emperadores de Bizancio, traducción,notas e introducción, Madrid, Gredos, 2005.
- Con Francisco Javier Andrés Santos, La introducción al derecho (Eisagoge) del patriarca Focio, Madrid, CSIC (Nueva Roma) 2007.
- The Emperor Theophilos and the East (829-842). Court and Frontier in Byzantium during the last phase of Iconoclasm, Aldershot, Ashgate Publishing, 2014.
- La quimera de los gramáticos. Historia de la voz media del verbo griego en la tradición gramatical griega desde Apolonio Díscolo hasta Ludolf Küster y Philipp Buttmann, Salamanca, Ediciones de la Universidad de Salamanca, 2016.
- Con José Domingo Rodríguez Martín y Francisco Javier Andrés Santos, Diccionario jurídico bizantino griego-español. Sobre la base de la Introducción al derecho del patriarca Focio y de las Novelas de León VI el Sabio, Granada, Editorial Comares, 2018.
- Breve guía de la literatura griega desde Hesíodo hasta Pletón, Madrid, Cátedra, 2019.
- Theophanes Continuatus, I-IV, en colaboración con M. J. Featherstone, 2013.